# Бечванден
Бечванден (нем. Betschwanden) — бывшая коммуна в Швейцарии, в кантоне Гларус.
1 января 2011 года вошла в состав коммуны Гларус-Зюд.
Население составляет 191 человек (на 31 декабря 2006 года). По количеству населения коммуна является вместе с Лойггельбахом самой маленькой коммуной кантона.
Официальный код — 1601.